# Викторијанска мода
Викторијанска мода се састоји од различитих модних праваца и стилова у британској култури, који су се појавили и развили у Уједињеном Краљевству и Британском царству током викторијанског доба, отприлике од 1830-их до 1890-их година. У том периоду дошло је до многих промена у моди, укључујући промене у стиловима, модној технологији и методама дистрибуирања. На моду су утицали и различити покрети у архитектури, књижевности, декоративној и визуелној уметности, као и промена схватања родних улога.
Под владавином краљице Викторије, Енглеска је доживела период напретка, као и технолошки успон. Масовна производња машина за шивење 1850-их, као и појава синтетичких боја унеле су велике промене у моду.  Одећа се могла правити брже и јефтиније. Напредак у штампању и вртоглаво ширење модних часописа омогућили су масама да учествују у успону високе моде, отварајући тржиште масовне потрошње и рекламирања. До 1905. године одећа се све више производила у фабрици и често се продавала у великим робним кућама по непромењеним ценама, што је подстакло развој новог доба потрошача, са растућом средњом класом која је имала користи од индустријске револуције.

## Женска мода
Током викторијанског доба, жене су углавном радиле у приватном, кућном окружењу. За разлику од ранијих времена, када су жене често помагале својим мужевима и браћи у породичним пословима и раду, током деветнаестог века родне улоге су постале јасније одређене. Потреба за земљорадницима више није била тако велика након индустријске револуције, а жене су чешће обављале кућне послове или, ако су удате, неретко нису радиле. Хаљина је одражавала овај нови, све више седећи начин живота и није имала за циљ да буде утилитарна.
Одећа је одражавала друштвени положај жене, па се стога разликовала по друштвеним слојевима. Жене из високог друштва које нису морале да раде често су носиле чврсте корсете преко стезника или поткошуља, заједно са сукњом украшеном везом и бројним слојевима, преко слојева подсукње. Жене средње класе имале су сличан одевни стил; међутим, украси нису били тако упадљиви. Гардероба је била слојевита и тешка. Корсети су такође били крути и ограничавали су кретање. Иако одећа није била удобна, врста тканине и бројни слојеви били су симбол добростојећег имовинског стања.
- Деколте: Берта је име за деколте са ниским раменима који су носиле жене током викторијанског доба. Крој је откривао женска рамена и понекад је био украшен чипканим воланом од 7 до 15 центиметара, или хоризонталним платненим тракама. Међутим, деколте је био дозвољен само припадницама високе и средње класе. Женама из радничке класе током тог временског периода није било дозвољено да открију тај део тела.
Захваљујући деколтеу, мараме су постале значајан додатак хаљинама. Корсети су изгубили нараменице, а мода је наметнула две врсте стезника - са ролком за дневну, као и са дубоким деколтеом за вечерњу варијанту.

- Ојачавање корсета: Корсети су коришћени у женским хаљинама за истицање узаног женског струка. Функционишу као доњи веш који се може подесити тако да се чврсто веже око струка, држи и обликује струк особе, како би га учинио витким и прилагодио модним идеалима доба. Такође је помагао да не дође до нагужвавања тканине. Корсет је истицао уски женски струк.
Корсети су сматрани узроком многих болести због уског везивања, али пракса њихове употребе била је ређа него што се данас генерално мисли (Ефекти уског везивања на тело).

- Рукави: Током викторијанског доба, рукави су били врло уски. У дизајну су се слагали са уским женским струком, а били су спуштени на раменима и причвршћенији, што је ограничавало покрете руку.
Међутим, са развојем кринолина, рукави су постали звонастији, а хаљине са таквим обликом рукава изгледале су гломазније. Лажни рукави, који су се обично правили од чипке, лана или памука, густог или ретког ткања, носили су се испод рукава. Лако су се скидали, прали и поново зашивали, тако да су деловали као лажни рукави, прикачени за рукаве до лакта. Обично се појављују испод звоноликих рукава дневних хаљина.

- Силуета: Силуета се мењала током времена у складу са развојем доњег веша. У почетку, широке сукње прављене су од тканина попут лана тканог од коњске длаке. Кринолине су коришћене да сукњама дају облик кошнице, са најмање шест слојева подсукњи , које су могле да теже и до седам килограма. Касније је развијена кавезна кринолина. Жене су биле ослобођене тешких подсукњи и могле су слободно да померају ноге испод кавеза. Силуета је касније почела да наглашава нагиб према задњем делу сукње. Уведен је стил полонеза где је задњи део сукње добијао на пуноћи. Кринолине и кавези су такође почели да нестају. Развијају се турнуре као видови обликовања сукања.

У викторијанско доба шминка је морала бити неприметна јер се иначе доводила у везу са промискуитетом. Многи козметички производи садржали су отровне или корозивне материје попут олова, живе, амонијака и арсеника.

## Стил хаљине из 1830-их
На почетку владавине краљице Викторије 1837. године, идеалан облик викторијанске жене био је дугачак узан торзо, који су наглашавали широки бокови. Да би се постигао низак и танак струк, корсети су били чврсто везани и проширени преко стомака и према боковима. Поткошуља се обично носила испод корсета и била је релативно ниско резана како би се прикрио деколте. Преко корсета је био уско припијени стезник са ниским струком. Заједно са стезником носила се дуга сукња, са слојевима подсукњи од коњске длаке како би се створила пуноћа, а истакао танак струк. Насупрот танком струку био је деколте.

## Стил хаљине из 1840-их
Током 1840-их, спуштени рукави, деколтеи, издужени стезници у облику латиничног слова V и пуније сукње карактерисали су модни стил жена.
Почетком деценије, стезник је пратио природну линију струка, а ивице су му се спајале са предње стране. Низак и узак струк наглашавали су тежак корсет и шавови на стезнику.
Рукави стезника су били тесни при врху, због француског стила шивења истих, али су се ширили око подручја између лакта и зглоба. У почетку су почињали испод рамена, али су тако онемогућавали слободне покрете руку.
Као резултат тога, средином деценије рукави су почели да се шире од лакта, због чега су се носили доњи рукави који су покривали подлактице.
Сукње су се продужиле и прошириле због увођења кринолина од коњске длаке 1847. године, које су биле симбол богатства.
Додатни слојеви волана и подсукњи такође су додатно нагласили пуноћу ових широких сукњи. Како би се истакао узак струк, сукње су биле причвршћене за корсет уским наборима. Ово је служило као модни детаљ за релативно обичну сукњу. Стил из 1840-их сматран је конзервативним и "готичким" у поређењу са блиставошћу 1830-их.

## Стил хаљине из 1850-их
Слична силуета остала је и 1850-их, уз понеке измењене одевне детаље.
Изрези дневних хаљина спустили су се још ниже у V облик, што је изазвало потребу да се подручје попрсја покрије поткошуљом. Насупрот томе, вечерње хаљине су имале берту, детаљ који је потпуно откривао рамена. Стезници су почели да се протежу преко кукова, док су се рукави даље отварали и ширили. Обим и ширина сукње су наставили да се повећавају, посебно током 1853. године, када су додати слојеви волана.
Ипак, 1856. године сукње су се још више прошириле, стварајући облик куполе, због изума прве вештачке кавезне кринолине. Сврха кринолине била је да створи вештачку силуету пешчаног сата тако што ће нагласити бокове и створити илузију малог струка, заједно са корсетом. Кавезна кринолина направљена је спајањем танких металних трака како би се створила кружна структура која би могла да подржи ширину сукње. Ово је омогућено технологијом претварања гвожђа у челик, који је потом могао да се обликује у танке жице. Иако су новинари и карикатуристи тог времена често исмевали кринолину која се ширила, овај изум ослободио је жене великог терета подсукњи и испоставио се као много здравији избор.
У међувремену, проналазак синтетичких боја додао је нове нијансе већ постојећој палети, а жене су експериментисале са блиставим и светлим бојама. Технолошки изуми 1860-их година понудили су женама слободу и могућност избора.

## Стил хаљине из 1860-их
Током раних и средњих 1860-их година, кринолине су почеле да се сужавају при врху, док су на дну остале непромењене. Насупрот томе, облик кринолине је постао равнији напред и већи позади, пошто су се сукње сада завршавале шлепом. С друге стране, корсети су пратили природну линију струка, имали широке пагода рукаве и затворен деколте и крагне за дневне хаљине; односно дубок деколте за вечерње хаљине. Међутим, 1868. године, женска силуета се смањила јер је кринолина замењена турнуром, а носећи волан је одређивао изглед силуете. Ширина сукње се смањила, док су пуноћа и дужина позади остале непромењене. Да би се нагласила леђа, шлеп је скупљен тако да обликује нежне наборе.

## Стил хаљине из 1870-их
Тренд широких сукњи полако је нестао током 1870-их година, када су жене почеле да преферирају још виткију силуету. Стезници су и даље пратили природну линију струка, деколтеи су варирали, док су рукави почињали испод линије рамена. Преко стезника се обично носила сукња, која је била причвршћена позади у облику велике машне. Временом је ова сукња постала краћа, што је довело до тога да стезник прекрива кукове. Како се стезник продужавао током 1873. године, у викторијанску моду уведена је полонеза. Полонеза је једноделни одевни комад од стезника и сукње. Уведена је и турнура, која је уз полонезу створила илузију превеликог задњег дела.
До 1874, сукње су почеле да се сужавају у предњем делу и биле су украшене детаљима, док су се рукави стезали у пределу зглобова. Од 1875. до 1876. године, стезници су имали дуге, али још чвршће чипкане струкове, и спајали су се у оштрој линији са предње стране. Турнуре су се продужиле и склизнуле још ниже, због чега се пуноћа сукње додатно смањила. Додатна тканина је скупљена позади у наборе, стварајући тако ужи, али дужи слојевити шлеп. Због дужих шлепова, испод су се морале носити подсукње да би хаљина остала чиста.
Међутим, како се 1877. година приближила, хаљине су пратиле линију тела јер се ишло ка истицању витких силуета. Ово је дозвољено проналаском стезника кирасе који функционише као корсет, али се протеже надоле до кукова и горњег дела бутина. Иако су стилови одевања попримили природнији облик, уске сукње ограничавале су слободно кретање.

## Стил хаљине из 1880-их
Ране 1880. године биле су симбол модне недоследности. С једне стране, ту је претерано украшена силуета са контрастном текстуром и китњастим детаљима. С друге стране, растућа популарност кројења довела је до алтернативног, строгог стила. Неки су приписали промену силуете викторијанској реформи одевања, која се састојала од неколико покрета укључујући Покрет за естетску ношњу и Покрет за рационалну одећу у средњој и касној викторијанској ери, који су заговарали природну силуету, лагани доњи веш и одбацивали уске везице. Међутим, ови покрети нису нашироко прихваћени. Други су приметили успон бициклизма и тениса као прихватљиве женске активности које захтевају већу лакоћу кретања у женској одећи. Други су пак тврдили да је растућа популарност скројених полумушких одела једноставно модеран стил и није указивао на напредне погледе нити на потребу за практичном одећом. Ипак, различита мишљења и усвајање онога што се у то време сматрало мушком одећом поклопило се са растућом моћи и друштвеним статусом жена у касном викторијанском периоду.
Гломазни задњи део се поново појавио 1883. године и имао је још једну претерану хоризонталну избочину позади. Због додатне пуноће, тканина се померила ка бочним или предњим панелима сукње. Свака тканина са задње стране била је подигнута. С друге стране, стезници су скраћени и завршавали су се изнад бокова. Ипак, стил је остао скројен, али је био боље структуриран.
Међутим, до 1886. силуета се поново трансформисала у витку фигуру. Рукави стезника су били тањи и затегнутији, док су деколтеи поново постали затворенији. Штавише, стил је почео да се прилагођава све до 1890-их.

## Стил хаљине из 1890-их
До 1890. кринолина и гломазни задњи део у потпуности су одбачени, а сукње су се природно шириле од уског струка. Добиле су звонаст облик и чвршће су се припијале уз бокове. Деколтеи су били високи, док су се рукави стезника у почетку завршавали на раменима, али су се повећали током 1894. године. Иако су за велике рукаве требале нараменице да их причврсте на месту, сузили су се до краја деценије. Жене су тако усвојиле стил кројене јакне, што је побољшало њихово држање и самопоуздање, одражавајући стандарде раног женског ослобођења.

## Бела венчаница
Бела је постала популарна опција 1840. године, након удаје краљице Викторије за Алберта од Сакс-Кобурга, када је Викторија носила белу хаљину украшену Хонитон чипком . Илустрације венчања су биле увелико објављиване, а многе невесте су се одлучиле за белу по краљичином избору. Ношење белог брзо су усвојиле богате, модерне невесте. Мање од деценије касније, "Годијев водич за даме" наводи да су беле венчанице биле древни обичај који одражава невиност невесте, пишући:
"Од најранијих времена, обичај налаже да је бела најпригоднији одабир, који год материјал да је у питању. Бела боја је симбол чистоте и невиности девојачке доби, и неисквареног срца она (невеста) сада се предаје својој правој љубави."
Такође, ово је обрађено у чланку о Трусоовом бонтону у њиховом издању истог часописа из августа 1849. године, који се бави овом темом. „Обичај је од памтивека бирао белу као одговарајућу нијансу [венчанице], симбол свежине и чистоте девојачке доби“, написали су.
Првобитно је плава била везана за чистоту, побожност, верност и Богородицу. Међутим, многи људи у то време веровали су да бела треба да симболизује невиност, а бела венчаница је постала стандардни симбол невиности и романтике. Прихваћен од стране богатијих невеста у викторијанско доба, тренд беле венчанице се на крају проширио на све економске нивое и учврстио се као „традиција“ у 20. веку.

## Шешири
Шешири су били пресудни за догледан изглед и мушкараца и жена. Ићи гологлав није било пристојно. Цилиндар је, на пример, био стандардна свечана одећа за мушкарце из више и средње класе. За жене, стилови шешира су се временом мењали и дизајнирани су да одговарају њиховој одећи.
Током раних викторијанских деценија, обимне сукње са кринолинама, а затим и сукње са карикама, биле су главни део силуете. Да би се побољшао стил без одвраћања пажње од њих, шешири су били скромне величине и дизајна, а шешири од сламе и тканине били су чест избор. Капице, које су се носиле током касног Регентског периода, имале су високе, мале круне и ободе који су постајали све већи све до 1830-их, када се лице жене која је носила овакав шешир могло видети само директно са предње стране. Имале су заобљене ободе,у складу са заобљеним обликом звонастих обручастих сукњи.
Силуета се поново променила како се викторијанско доба ближило крају. Облик је у суштини био обрнути троугао, са шеширом са широким ободом на врху, пуним горњим делом тела са надувеним рукавима, без гломазног дела позади и сукњом која се сужавала око чланака (сукња са шиљком је била у моди убрзо након завршетка викторијанског доба). Огромни шешири широког обода били су прекривени сложеним детаљима од свиленог цвећа, трака, и изнад свега, егзотичних перјаница; на њима су се често могле видети и препариране птице. Многа од ових перја су потекле од птица на Флориди, које су скоро потпуно изумрле услед претераног лова. До 1899. године, први борци за заштиту животне средине попут Аделине Кнап били су ангажовани у напорима да смање лов на ове птице. До 1900. године, више од пет милиона птица годишње су биле убијане, а скоро 95 процената приобалних птица Флориде су убили ловци на перјанице.

## Рукавице
Женске дугачке рукавице постале су широко популарне током Регентског периода / Наполеонове владавине (око 1800 – 1825), а након тога су постале модерне и у време викторијанске ере. У викторијанској моди, ношење рукавица у јавности сматрало се обавезним као и ношење ципела, а различите рукавице су биле доступне за свакодневне и формалне прилике. Правила која су регулисала викторијански живот налагала су да жене увек треба да носе рукавице у цркви или у позоришту. Стандардна рукавица током викторијанске ере била је „дечија“ рукавица, при чему је „дете“ била врста коже која се користила. Дамски бонтон из 1860-их каже:
"Никада не излазите без рукавица; навуците их пре изласка из дома. Како не би требало да вас виде да везујете врпце својих шешира, тако не би требало да вас посред улице виде ни како навлачите рукавице. Рукавице би увек требало да су кожне: свилене или памучне рукавице су врло непристојне. Осим хаљине, прво о чему дама треба да размишља јесу рукавице или ципеле; јер излизане или поцепане рукавице, као и изношене ципеле, скренуће пажњу и са најелегантније хаљине икада обучене...Рукавице би требало да се у потпуности или бар у одређеној мери слажу са хаљином; а ако младој дами новчане могућности не допуштају да има превелики избор различитих боја, требало би бар да има нежне и неупадљиве боје које се слажу с било којом хаљином: нежна сива, смеђа или беж боја за лето; бледо-смеђа или неприметна зелена за зиму." (Дамски бонтон, 1860)
Рукавице нису биле само додатак за мушкарце и жене; биле су основни одевни предмети. Даме никада нису излазиле из својих домова по дану без рукавица. Ношење рукавица је снажно подстицано не само на отвореном, већ и у затвореном простору. Носили су их стално док су били у јавности и нису их скидали све док се нису вратили у окриље својих домова. Чак и док су пиле чај или јеле, даме су носиле рукавице; једноставно би откопчале дугмад на зглобовима да би свукле прсте са рукавица. Рукавице су такође биле неопходне у вечерњим приликама, а крајем деветнаестог века, рукавице од беле коже биле су апсолутни предуслов за вечерње прилике и за мушкарце и за жене.

## Ципеле
Женске ципеле раног викторијанског периода биле су уске и без потпетице, од црног или белог сатена. До 1850-их и 1860-их, биле су нешто шире са ниском потпетицом и направљене од коже или платна. Популарне су биле и глежњаче на везице или дугмад. Од 1870-их до двадесетог века, потпетице су постале више, а прсти зашиљени. У вечерњим приликама носиле су се салонке.

## Мушка мода
Током 1840-их мушкарци су носили припијене капуте дужине до ножних листова и прслук или напрсник. Прслуци су имали једноструко или двоструко копчање, са шалом или урезаном крагном, и могли су имати две тачке копчања у висини струка. За свечаније прилике жакет са изрезом носио се уз светле панталоне током дана, а тамни фрак и панталоне увече. Кошуље су се шиле од лана или памука са ниским, повремено спуштеним крагнама, а носиле су се уз широке вратне мараме или уз кравате. Панталоне су имале рајсфершлус напред, док су се кратке панталоне користиле током званичних дешавања и приликом јахања. Мушкарци су носили цилиндре са широким ободом по сунчаном времену.
Током 1850-их мушкарци су почели да носе кошуље са високим усправним или округлим крагнама, као и кравате са простим чвором везане у машну или везане у чвор са шиљастим крајевима, који вире као "крила". Представници више класе су наставили да носе цилиндре, док је полуцилиндре носила радничка класа.
Шездесетих година 19. века мушкарци су почели да носе шире кравате које би биле везане у машну или упетљане у лабав чвор и причвршћиване чиодом. Шињели су скраћивани до висине колена и носили су се у пословној средини, док су краћи капути равног кроја полако потиснули шињел у мање свечаним приликама. Цилиндри су накратко попримили веома висок облик "димњака", али били су популарни и други облици шешира.
Током 1870-их популарност троделних одела је расла уједно колико и популарност дезенираних тканина за кошуље. Кравате су биле прво са обичним чвором, а затим су се појавиле и аскот кравате. Уска трака за кравату била је алтернатива за тропску климу, нарочито у Северној и Јужној Америци. И шињели и капути равног кроја постали су краћи. Приликом пловидбе носили су се равни сламнати шешири.
Током 1880-их као свечана вечерња комбинација остали су тамни фрак и панталоне са тамним прслуком, белом лептир-машном и кошуља са крагном окренутом надоле. Средином деценије сако или смокинг коришћен је у мање формалним приликама. Норфолк јакна и кратке панталоне од твида или вуне коришћене су за напорне активности на отвореном, као што је пуцање. Зими су се носили капути до колена, често са контрастним сомотним или крзненим крагнама, и капути дужине до ножних листова. Мушка обућа је имала високу платформу и уски врх.
Почевши од 1890-их уведен је блејзер, који се носио за спорт, једрење и друге свакодневне активности. 
Током већег дела викторијанске епохе већина мушкараца је носила прилично кратку косу. Фризуру су често допуњивали различити облици маљавости на лицу, укључујући бркове, зулуфе и густе браде. Обријано лице вратило се у моду тек крајем 1880-их и почетком 1890-их.
Тешко је разликовати шта су мушкарци заиста носили, а шта је оно што им се пласирало у часописима и рекламама, будући да не постоје поуздани подаци.

## Црнина
У Британији се црна боја традиционално повезује са оплакивањем мртвих. Обичаји и бонтон који се очекују од мушкараца, а посебно од жена, били су крути током већег дела викторијанске епохе. Очекивања су зависила од сложене хијерархије, односно од тога колико је ожалошћени имао близак или удаљени однос са покојником. Што су односи ближи, то је дужи период жалости и ношења црнине. Ношење строго црне боје било је познато као прва жалост, која је имала своју очекивану одећу, укључујући тканине, и очекивано трајање од 4 до 18 месеци. Након почетног периода прве жалости, за ожалошћеног наступа друга жалост, прелазни период у ком се носи мање црна боја, после ког следи обична жалост, а затим полужалост. Неке од ових фаза жаловања су скраћене или потпуно прескочене ако је однос ожалошћеног према покојнику био удаљенији. Полужалост је била прелазни период када је црна боја замењена прихватљивим бојама као што су лаванда и љубичаста, које се можда сматрају прихватљивим прелазним бојама због традиције свештенства Англиканске цркве (и Католичке), које је носило љубичасте столе или столе боје лаванде, које представљају Страдање Христово током служења погребних обреда.
Црну хаљину здесна носила је краљица Викторија, која „показује традиционалне елементе црнине коју је носила од смрти свог супруга принца Алберта (1819–1861), па све до своје смрти.

### Норме оплакивања
Манири и правила у добром друштву или Гафови које треба избегавати (Лондон, Фредерик Ворн & Цо., 1887) дају јасна упутства, као што су следећа:
| Однос са покојником               | Прва жалост | Друга жалост         | Обична жалост | Полужалости                                                      |
| --------------------------------- | --- | -------------------- | --- | ---------------------------------------------------------------- |
| Жена за мужем                     | 1 година, 1 месец; бомбажна тканина пресвучена крепом; удовичка капа, ланене манжетне, крагне                            | 6 месеци: мање крепа | 6 месеци: креп, свила или вуна не замењују бомбажну тканину; у последња 3 месеца могу се додати накит од гагата и траке | 6 месеци: дозвољене боје су сива, лаванда, љубичаста и црно-сива |
| Ћерка за родитељем                | 6 месеци: црна са црним или белим крепом (за младе девојке); без ланених манжета и оковратника; без накита прва 2 месеца | 4 месеца: мање крепа | – | 2 месеца као што је горе наведено                                |
| Жена за мужевљевим родитељима     | 18 месеци у црној бомбажној тканини са крепом                                                                            | –                    | 3 месеца у црном | 3 месеца као што је горе наведено                                |
| Родитељ за пријатељем или пријом  | – Црна трака у знаку изгубљеног                                                                                          | –                    | Месец дана у црном | –                                                                |
| Друга жена за родитељем прве жене | – | –                    | 3 месеца у црном | –                                                                |

Компликованост ових правила бонтона протеже се на одређене периоде жалости и одговарајућу одећу за браћу и сестре у директној линији, хранитеље, тетке и ујаке који се разликују по крви и браку, нећаке, братанце, браћу и сестре у даљој линији, децу, новорођенчад и „знанце“ (који су имали право на обичну жалост у трајању „1–3 недеље у зависности од нивоа блискости“). Од мушкараца се очекивало да ће у мањој мери носити црнину него жене и да ће њихов период жалости бити краћи. После средине 19. века мушкарци би носили црну траку за шешир и црно одело, али само половину прописаног периода жалости који се очекивао од жена. Од удоваца се очекивало да жале само три месеца, док је одговарајући период жалости за удовице био до четири године. Жене које су и дуже носиле црнину добијале би велико поштовање у јавности због своје оданости преминулима, а најистакнутији пример је била сама краљица Викторија.
Жене са слабијим материјалним могућностима су се трудиле да не заостају за примером средње и више класе, тако што су фарбале своју свакодневну одећу. Фарбари су већину свог прихода остваривали током викторијанског периода тако што су фарбали одећу ожалошћених у црно.

## Технолошки напредак
Технолошки напредак не само да је утицао на економију, већ је довео и до озбиљних промена у модним стиловима којих се придржавају мушкарци и жене, пошто је викторијанско доба било засновано на принципима пола, расе и класе. Велики напредак је био у корист више класе, јер су управо они били ти који су могли да приуште најновију технологију и да сходно томе мењају своје модне стилове. Тридесетих година 19. века појавила се кринолина од коњске длаке, која је постала симбол статуса и богатства, јер су је могле носити само жене из више класе. Током 1850-их било је више технолошких достигнућа у области моде, па би се 1850-е с правом могле назвати револуцијом у викторијанској модној индустрији, као што је изум вештачке кринолине у облику кавеза који је на женама одавао утисак силуете пешчаног сата. То је значило да жене више не морају да носе вишеслојне подсукње како би постигле привид широких кукова, што је уједно било и хигијенски прихватљивије. Уведене су и синтетичке боје које су придавале одевним предметима нове светле нијансе. Ова технолошка достигнућа дала су женама слободу и избор. Висока мода је уведена 1855. године пошто је кројење одеће постајало све популарније у наредним годинама.
Чарлс Фредерик Ворт, истакнути енглески дизајнер, постао је популаран међу вишом класом, иако је његов град судбине одувек био Париз. Висока мода је постала популарна у исто време када су измишљене шиваће машине. Појавила се техника ручног шивења која је направила разлику у поређењу са старим начинима кројења. Принцеза Евгенија од Француске носила је одећу енглеског кројача Чарлса Фредерика Ворта, и он се моментално прославио у Француској, иако је пре свега неколико година стигао у Париз. Године 1855. краљица Викторија и британски принц Алберт пожелели су добродошлицу Наполеону III и Евгенији од Француске за време њихове званичне државне посете Енглеској. Евгенија је сматрана модном иконом у Француској. Краљица Викторија и она су се одмах спријатељиле. Краљицу Викторију, модну икону европске високе моде, инспирисао је Евгенијин стил и њене модне комбинације. Касније је краљица Викторија такође унајмила Чарлса Фредерика Ворта за свог кројача и он је постао истакнути дизајнер међу европском вишом класом. Чарлс Фредерик Ворт је познат као отац високе моде, јер је касније концепт модних марки измишљен крајем 19. века, када је кројење по мери ушло у праксу.
До 1860-их, када се у Европи све израђивало кројењем по мери, кринолине су се сматрале непрактичним. Током 1870-их жене су преферирале витке силуете, па су стезници постали дужи, тако да су полонеза, сукња и стезник били направљени заједно. Током 1870-их измишљена је кираса, грудни део оклопа који покрива торзо и функционише као корсет. Пред крај Викторијине владавине хаљине су постајале лепршавије, јер су жене из средње класе напуштале кринолине. Против њих су били и дизајнери попут Чарлса Фредерика Ворта. Сви ови изуми и промене у моди довели су до ослобађања жена, јер је шивена одећа по мери побољшавала држање и била практичнија.

## Кућни декор
Кућни декор је почео скромно, да би прешао у детаљно драпирани и украшени стил који данас сматрамо викторијанским, а затим је прихватио ретро-шик Вилијама Мориса као и псеудојапанштину.

## Савремени стереотипи

### Викторијанска скромност
Многи митови и претеривања о овом периоду опстају до данашњих дана. Примери укључују идеју да се мушка одећа сматра формалном и крутом, а женска замршеном и претераном; одећа је покривала цело тело, а чак је и поглед на чланак био скандалозан. Критичари тврде да су корсети стезали женска тела и животе жена. Куће су описане као суморне, мрачне, претрпане масивним и прекитњастим намештајем и мноштвом дрангулија . Мит каже да су чак и ногаре клавира биле скандалозне и прекривене сићушним панталонама .
У ствари, мушка формална одећа можда није била тако  живописна као што је била у прошлом веку, али сјајни прслуци и широки појасеви одавали су нијансе боја, док су се смокинзи и мантили често производили од богатог оријенталног броката . Ова појава је била последица растућег сектора производње текстила, развоја процеса масовне производње и све учесталијих покушаја промовисања моде међу мушкарцима.  Корсети су наглашавали женску сексуалност, преувеличавајући бокове и попрсје у контрасту са витким струком. Женске вечерње хаљине откривале су рамена и горњи део груди. Трикотажне хаљине из 1880-их су можда покривале тело, али растезљива нова тканина пристајала је телу као рукавица.
Опремање дома није нужно било китњасто или пренатрпано. Међутим, они који су могли да приуште раскошне драперије и скупе украсе и који су желели да покажу своје богатство, често би то чинили. Пошто је викторијанско доба било доба повећане социјалне мобилности, било је све више скоројевића који су правили богату фешту.
Предмети који су се користили у декорисању дома такође су можда били тамнији и тежи од оних који се данас користе, једноставно због практичности. Лондон је био бучан и његов ваздух је био пун чађи од бескрајног ложења на угаљ. Стога би они који би то могли да приуште застрли своје прозоре тешким завесама које пригушују звук и бирали су боје на којима се не би брзо хватала чађ. Пошто се свако прање обављало ручно, завесе се нису прале тако често као данас.
Не постоје стварни докази да су се ногаре клавира сматрале скандалозним. Клавири и столови су често били прекривени шаловима или тканином, али ако су шалови нешто и сакривали, то је била јефтиност намештаја. Помињу се породице ниже средње класе које покривају своје столове од боровине, како не би показале да не могу приуштити махагони . Изгледа да је прича о ногарама клавира настала у књизи Дневник у Америци из 1839. коју је написао капетан Фредерик Меријат, као сатиричан коментар америчке налицканости.

Викторијански манири су можда само на први поглед били строги као што би се замишљало. Једноставно се није јавно говорило о сексу, порођају и сличним питањима, барем не у угледним средњим и вишим слојевима. Међутим, као што је познато, дискреција је покривала мноштво грехова. Проституција је цветала. Мушкарци и жене из више класе упуштали су се у прељубничке везе.
- Хаљина коју је дизајнирао Чарлс Фредерик Ворт за Елизабету од Аустрије, портрет насликао Франц Ксавер Винтерхалтер .
- Слика Вилијама Пауела Фрита из 1883. године супротставља женску естетску одећу (лево и десно) модерној одећи (у средини).
- Дневна хаљина, Слика Џејмса Тисоа из 1875.
- Вислеров портрет Лејди Му, 1882. година
- Реноаров портрет Жане Самари у вечерњој хаљини, 1878. година
- Портрет краљице Викторије, насликао Александар Мелвин, 1845. година
- Уметнички ентеријер: Данте Габријел Росети чита Теодору Вотс-Дантону у салону у улици Чејн Вок 16, 1882. година
- Мушки купаћи костими: Цртани филм из Панча, Жорж ди Морије